# Danièle Troesch
Danièle Troesch est une coureuse cycliste française, née le 18 mai 1978. Spécialiste du VTT, Danièle Troesch a été sacrée championne de France de marathon, le 5 septembre 2009 (Vendée Verte).

## Palmarès et résultats

### Palmarès VTT
- 2007
  - 3e de Offenburg (marathon)
- 2008
  - Oisans (marathon)
- 2009
  - Championne de France de vtt marathon
- 2011
  - 3e du championnat de France de vtt marathon
- 2024
  - 1ère féminine à l’Ultra Raid de La Meije